# Sebastiaan

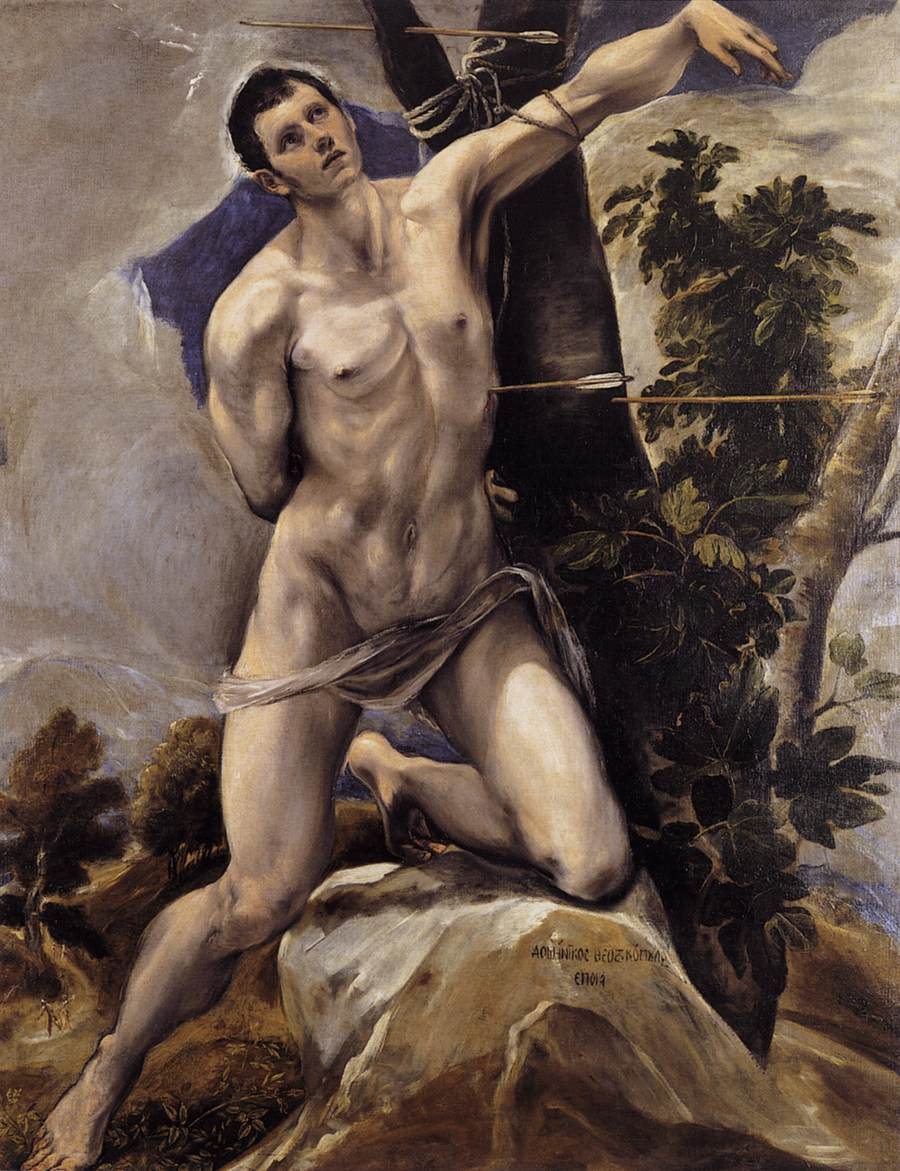
Sint-Sebastiaan door El Greco

Sebastiaan is een uit het Grieks afkomstige mannelijke voornaam, in Nederland vaak verkort tot Bas of Sebas.

## Etymologie
- In het Grieks betekende σεβαστός (sebastos) "aanbedene", vertaald in het Latijn werd dit een titel die Romeinse keizers aanduidde, namelijk Augustus. Sebastianus werd een Latijnse voornaam, die door een der keizers werd gedragen.
- Een andere herkomst zou zijn dat de naam komt van het Griekse Σεβαστινός (Sebastinos), man uit Sebaste. Sebaste was een Griekse stad in Klein-Azië. De naam van de stad zou dan afkomstig zijn van het het Latijnse Augusta.

## Sint-Sebastiaan
Sint-Sebastiaan is voornamelijk de patroonheilige van de boogschutters.
De naam van de stad Sebastopol betekent, zoals blijkt uit de etymologie, Stad van de Tsaar, en niet Stad van Sint-Sebastiaan.
Verscheidene plaatsen zijn vernoemd naar Sint-Sebastiaan.
De feestdag van deze heilige is 20 januari. In het oosten valt deze op 18 december en in Corsica op 26 september.

## Varianten
- Duits: Sebastian
- Engels: Sebastian
- Frans: Sébastien of Sebastien
- Italiaans: Sebastiano
- Nederlands: Sebastiaan, Sébastiaan, Sebas, Bas
- Pools: Sebastian
- Portugees: Sebastião
- Spaans: Sebastián

## Personages
- Steve Harley & Cockney Rebel schreven een nummer met de titel Sebastian.
- Een personage (een heremietkreeft) in Walt Disneys strips en film De kleine zeemeermin heet Sebastiaan.
- Belle et Sébastien is een romanserie van Cécile Aubry over een jongen en zijn hond. De romans zijn veel verfilmd, onder andere met Mehdi El Glaoui in de hoofdrol.
- Een bekend versje van Annie M.G. Schmidt is getiteld De spin Sebastiaan.